# Design
Il design (pronuncia inglese [dɪˈzaɪn], italianizzata in "disàin" o "desàin") è quella disciplina che si occupa della progettazione di oggetti fisici, digitali o concettuali, attraverso la stesura di un progetto che coniughi funzionalità ed estetica.
Uno dei ruoli del design è rispondere ai bisogni, risolvere problemi, proporre soluzioni o esplorare nuove possibilità per migliorare la qualità della vita degli esseri umani.

## Denominazione

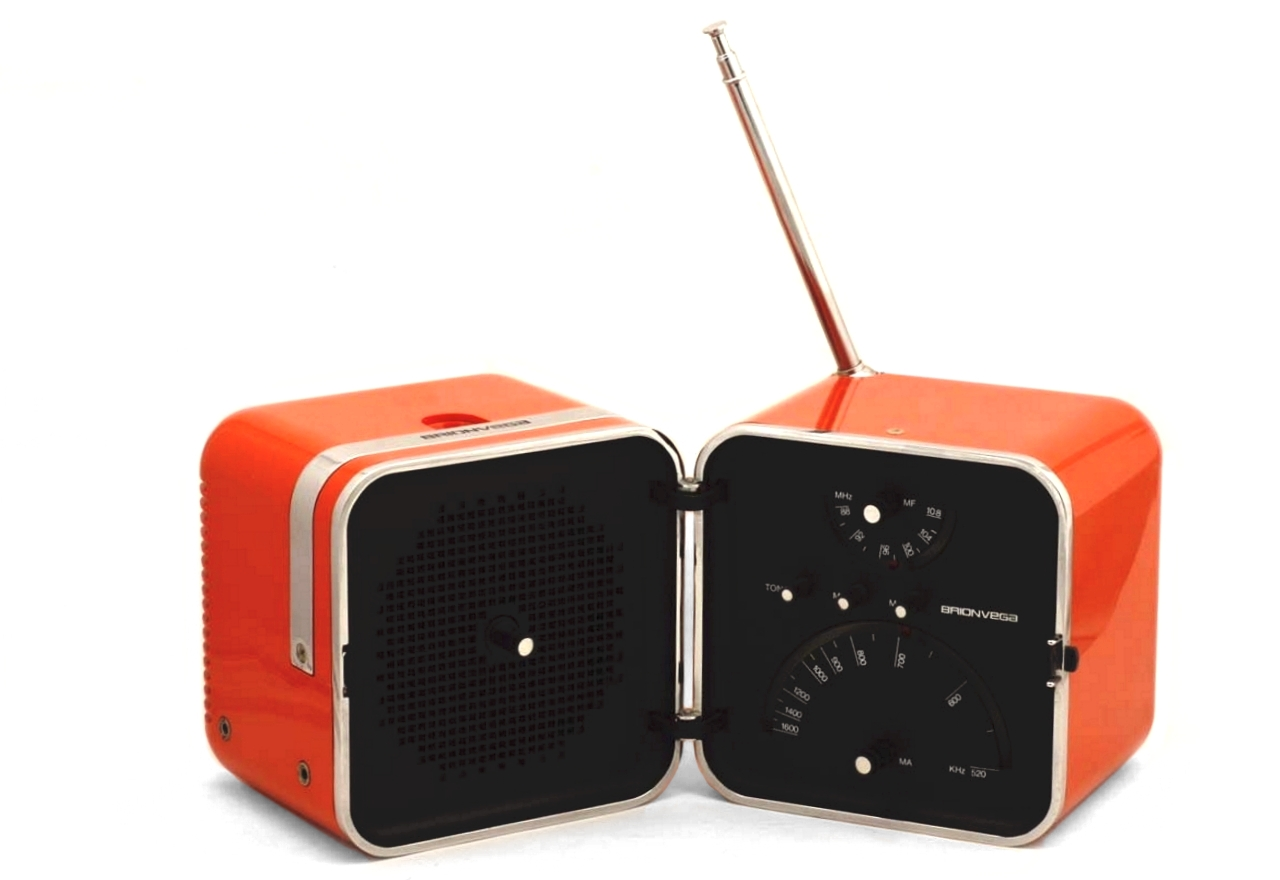
Esempio di design industriale: Sapper Richard e Zanuso Marco, radio TS 502, produzione Brionvega, 1964

Il termine anglosassone design, grazie alla distinzione terminologica, propria dell'inglese, tra design («progetto») e drawing («disegno») potrebbe essere dunque tradotta in italiano sia con "disegno" che con "progettazione". Tuttavia, per non perdere alcuna sfumatura di significato, attualmente si preferisce lasciare il termine design in lingua inglese.
Allo stesso modo il progettista, "designer" in inglese, non viene detto "disegnatore" (anche per non confonderlo con la figura di chi si limita a ripassare su carta da lucido il disegno di pezzi meccanici) e anche qui si preferisce usare il termine inglese.
Sempre più spesso il termine design viene utilizzato erroneamente per definire solo il profilo estetico di un prodotto (ad esempio: "Questa sedia presenta un design caratterizzato da linee pulite ed essenziali"), cioè per quanto riguarda la parte esteriore, la sola "carrozzeria". Il design, invece, ha un significato molto più ampio: comprende anche la fruizione del prodotto da parte dell'utilizzatore, l'intero studio per il suo processo produttivo e la vendita.

## Storia

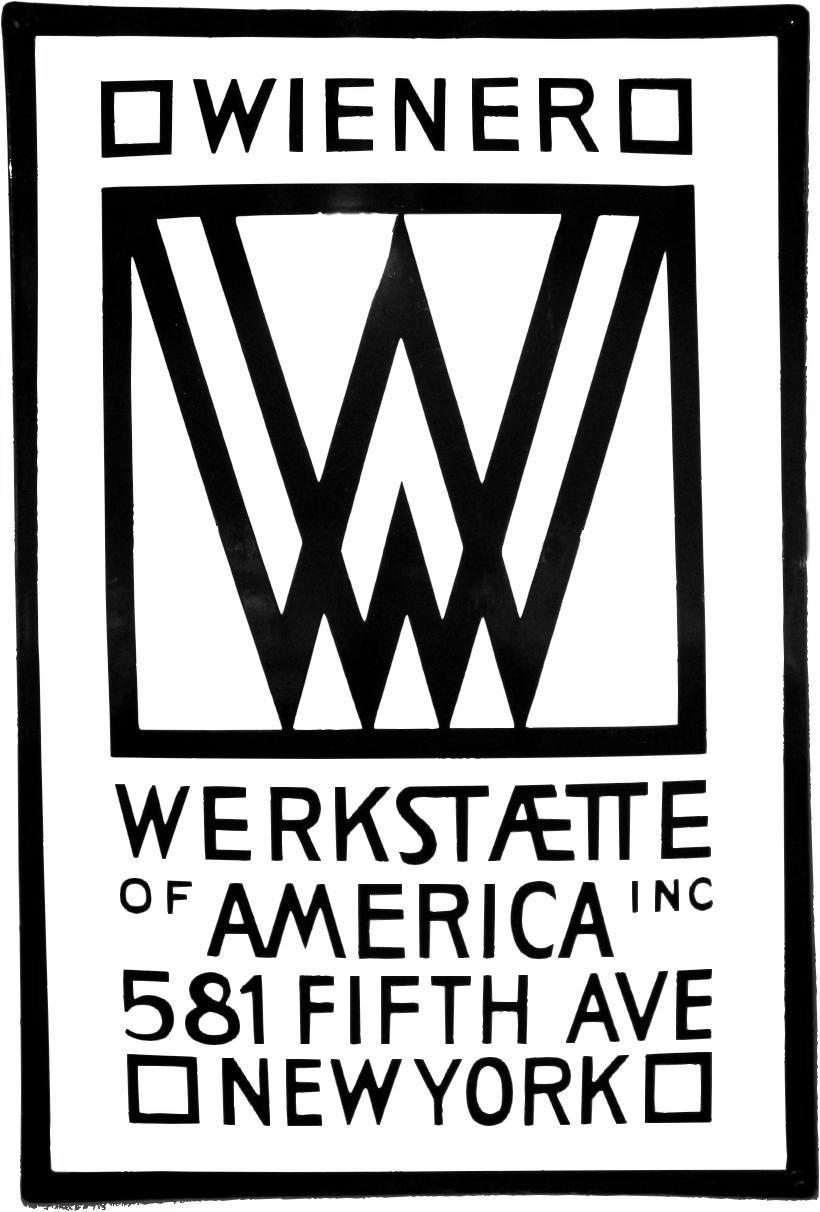
Esempio di grafic design da parte dell'azienda Wiener Werkstätte

La nascita del design non ha una data ben definita, essendo un processo scandito solo da alcuni determinanti avvenimenti storici: l'unico modo per definirne la nascita è associarla a questi avvenimenti. Alcuni sostengono che si può iniziare a parlare di design sin dalla prima rivoluzione industriale del XVIII secolo, nata in Inghilterra e poi espansasi in tutto il mondo occidentale. Effettivamente, con la prima rivoluzione industriale nasce anche la figura del progettista orientato alla produzione industriale, ma non era ancora ben definita l'immagine del design inteso come lo intendiamo oggi, ovvero un conglomerato di conoscenze stilistiche, concettuali e progettuali.
Altri critici sostengono invece che la data da attribuire alla nascita del design sia quella della prima esposizione universale, ovvero la Great Exhibition tenutasi a Londra dal 1º maggio al 15 ottobre 1851, dove, per la prima volta, si è toccato uno dei temi più rilevanti del design: l'identità dei prodotti che ci circondano. In tale occasione è stata raccolta una considerevole moltitudine di oggetti soprattutto di uso comune; siccome all'evento parteciparono paesi da ogni parte del pianeta, fu possibile un immediato confronto tra prodotti di uso quotidiano che negli anni avevano assunto forme e strutture talvolta simili anche fra culture lontane tra loro. Inoltre, all'esposizione parteciparono anche molti artisti e nuove aziende che proponevano i propri prodotti per la prima volta in un evento espositivo di importanza internazionale e ad un pubblico proveniente da tutto il mondo.
Pur con solide basi, il design ha bisogno di altri avvenimenti molto importanti per arrivare alla sua completa formazione. Il Bauhaus, per esempio, fu determinante nella storia del design, sia perché per la prima volta vennero separate le arti applicate dalle belle arti sia perché iniziava a formarsi una vera e propria disciplina attorno al mondo del design.
Dopo Inghilterra e Germania, il terzo pilastro portante del design fu l'Italia. Il Belpaese contribuì significativamente al mondo del design, soprattutto nel campo dell'arredamento, dell'automobile e della moda, facendo del design italiano un vero e proprio marchio di qualità: il made in Italy.

## Campi deldesign
Gli strumenti e il metodo di lavoro del designer vengono applicati a vari settori produttivi, ad esempio nella grafica e nella comunicazione visiva, nel campo automobilistico, nella moda, nell'arredamento, nell'illuminazione, negli allestimenti, in internet e nella nautica.
Fondamentalmente, il design può essere suddiviso in tre macro-campi:
- design del prodotto industriale (disegno industriale o industrial design). Si tratta del settore più vasto, poiché si occupa di qualsiasi oggetto materiale (ma a volte limitato solo alla fase concettuale, ad un prototipo o ad un semplice esercizio di stile) che circonda ogni essere umano. In esso vengono racchiuse tutte le discipline inerenti alla progettazione di prodotti, fra cui:
  - design della moda;
  - car design;
  - design navale e nautico (progettazione per la diportistica e le navi);
- design degli interni (interior design): questo ramo del design lavora spesso parallelamente a due rami dell'architettura, sia quella degli interni sia quella rivolta all'ambiente urbano;
  - lighting design;

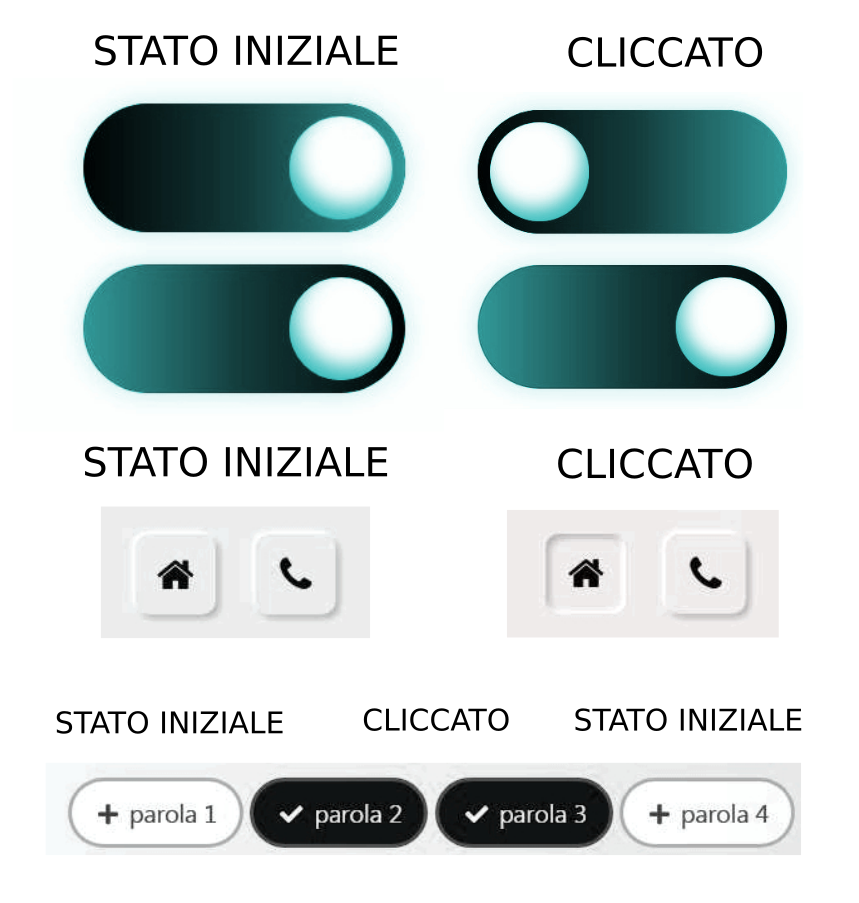
Esempio di design dell'esperienza utente (UXD): le icone rendono facilmente comprensibile la loro funzione e il loro "stato" senza la necessità di testo aggiuntivo.

- design della comunicazione (communication design). Il design della comunicazione nasce parallelamente agli altri rami del disegno industriale poiché la progettazione di un prodotto finito prevede anche la sua presentazione al pubblico. Si intensifica e arricchisce di molteplici conoscenze tecniche con l'avvento sempre più massiccio dei sistemi di comunicazione tramite immagini "virtuali" (televisione, internet). Il designer della comunicazione si occupa della presentazione dei vari prodotti di design (spesso con lavori di grafica), ma anche del marketing tramite pubblicità e della realizzazione di siti web e sfrutta al meglio le proprie conoscenze per "colpire" il target di vendita e aumentare l'appetibilità del prodotto venduto o del servizio offerto. Essendo il ramo più influenzato dalle nuove tecnologie virtuali e grafiche il design della comunicazione racchiude molteplici sottocategorie fra cui:
  - visual design;
  - graphic design;
  - type design (progettazione di caratteri tipografici);
  - web design, tra cui l'user experience design e l'interface design (UX/UI design).